# 松浦崇
松浦 崇（まつうら たかし）は、日本の教育学者（児童家庭福祉・教育福祉・社会的養護）。学位は博士（教育学）（名古屋大学・2006年）。静岡県立大学短期大学部こども学科准教授。

## 来歴

### 生い立ち
名古屋大学に進学し、教育学部の教育学科にて学んだ。1998年3月、名古屋大学を卒業した。そのまま名古屋大学の大学院に進学し、教育学研究科の教育学専攻にて学んだ。2000年3月、名古屋大学の大学院における博士前期課程を修了した。それに伴い、修士（教育学）の学位を取得した。その後は名古屋大学の大学院において、教育発達科学研究科の教育科学専攻にて学んだ。また、2001年6月には豊田市教育行政計画審議会にて生涯学習・社会教育・家庭教育部会の委員に委嘱され、2003年5月まで務めた。2003年3月、名古屋大学の大学院における博士後期課程を単位取得後退学した。なお、のちに博士論文「小河滋次郎の感化教育論研究」を執筆し、2006年に名古屋大学から博士（教育学）の学位が授与された。

### 教育学者として
大学院生の頃より豊田市教育行政計画審議会に参画していたが、大学院を単位取得後退学してからは、2005年6月より豊田市社会教育委員会の委員に委嘱され、2009年5月まで務めた。
2008年4月、学校法人近畿大学弘徳学園が設置する近大姫路大学に採用され、教育学部の講師に就任した。また、それと並行して、2011年10月から2013年10月にかけて、兵庫県児童厚生員等研修会の講師を務めていた。2012年4月、近大姫路大学にて、教育学部の准教授に昇任した。また、それと並行して、2012年4月から2014年3月にかけて、兵庫民主教育研究所の子どもの人権委員会にて委員長を務めた。
2014年4月、静岡英和学院大学に転じることになり、人間社会学部の准教授に就任した。また、それと並行して、2014年9月より全国保育問題研究協議会にて、保育政策検討委員会の委員を務めていた。さらに、2016年4月より静岡市保育問題研究会の会長を務めていた。
2018年4月、静岡県立大学に転じることになり、短期大学部にてこども学科の准教授に就任した。

## 研究
専門は教育学であり、児童家庭福祉、教育福祉、社会的養護といった分野の研究に従事していた。たとえば、教育福祉に関する分野については、福祉的な課題抱えている者についての教育権をどのように保障するのか研究していた。また、社会的養護に関する分野については、養護についての概念などについて研究していた。そのほか、地域に開かれた保育活動についての研究や、貧困と保育に関する問題についての研究に取り組んでいた。学術団体としては、日本社会教育学会、日本教育学会、中部教育学会、日本社会福祉学会、対人援助学会、日本保育学会、などに所属していた。

## 略歴
- 1998年 - 名古屋大学教育学部教育学科卒業[1]。
- 2000年 - 名古屋大学大学院教育学研究科教育学専攻博士前期課程修了[1]。
- 2001年 - 豊田市教育行政計画審議会生涯学習・社会教育・家庭教育部会委員[2]。
- 2003年 - 名古屋大学大学院教育発達科学研究科教育科学専攻博士後期課程単位取得後退学[1]。
- 2005年 - 豊田市社会教育委員会委員[2]。
- 2008年 - 近大姫路大学教育学部講師[6]。
- 2011年 - 兵庫県児童厚生員等研修会講師[2]。
- 2012年 - 近大姫路大学教育学部准教授[6]。
- 2012年 - 兵庫民主教育研究所子どもの人権委員会委員長[2]。
- 2014年 - 静岡英和学院大学人間社会学部准教授[6]。
- 2014年 - 全国保育問題研究協議会保育政策検討委員会委員[2]。
- 2016年 - 静岡市保育問題研究会会長[2]。
- 2018年 - 静岡県立大学短期大学部こども学科准教授[6]。

## 著作

### 分担執筆、寄稿、等
- 安田誠人・立花直樹編、西尾祐吾監修『保育における相談援助・相談支援』晃洋書房、2011年。ISBN 9784771022669
- 兵庫民主教育研究所子どもの人権委員会編『子ども虐待と向きあう』三学出版、2014年。ISBN 9784903520834
- 小宅理沙監修、谷口卓・石井貴子編著『子ども家庭福祉』青山社、2017年。ISBN 9784883593484

### 註釈
1. ↑  学校法人近畿大学弘徳学園は、のちに学校法人弘徳学園の源流の一つとなった。
2. ↑  近大姫路大学は、のちに姫路大学の源流の一つとなった。